# Championnat d'Afrique masculin de basket-ball des moins de 18 ans 2024
Navigation
Madagascar 2022 2026
Le championnat d'Afrique masculin de basket-ball des moins de 18 ans 2024 se déroule à Pretoria en Afrique du Sud du 2 au 14 septembre 2024. Il s'agit de la vingt-deuxième édition de la compétition, instaurée en 1975.

## Équipes participantes

### Qualifications
12 équipes, issues des différentes zones de qualification du Championnat d'Afrique U18, sont qualifiées pour cette compétition.
| Mode de qualification                                  | Places | Nations qualifiées    |
| ------------------------------------------------------ | ------ | --------------------- |
| Hôte du championnat d'Afrique U18 2024                 | 1      | Afrique du Sud        |
| Qualifications Championnat d'Afrique U18 2024 (Zone 1) | 1      | Maroc                 |
| Qualifications Championnat d'Afrique U18 2024 (Zone 2) | 2      | Mali Sénégal          |
| Qualifications Championnat d'Afrique U18 2024 (Zone 3) | 2      | Côte d'Ivoire Nigeria |
| Qualifications Championnat d'Afrique U18 2024 (Zone 4) | 1      | Cameroun              |
| Qualifications Championnat d'Afrique U18 2024 (Zone 5) | 3      | Égypte Ouganda Rwanda |
| Qualifications Championnat d'Afrique U18 2024 (Zone 6) | 2      | Angola Zambie         |

## Rencontres

### Premier tour
Légende des classements
- Qualifié pour les quarts de finale
- Possiblement qualifié pour les quarts de finale en tant que meilleurs troisièmes
- Qualifié pour les matches de classement (9e - 12e place)

#### Groupe A
| Rang | Équipe        | Pts | J | G | P | Pp  | Pc  | Diff |  | Résultats (dom.\ext.) |   |       |       |       |
| ---- | ------------- | --- | - | - | - | --- | --- | ---- |  | --------------------- | - | ----- | ----- | ----- |
| 1    | Mali          | 6   | 3 | 3 | 0 | 199 | 177 | 22   |  | Mali                  |   | 64-50 | 62-58 | 73-69 |
| 2    | Sénégal       | 5   | 3 | 2 | 1 | 191 | 183 | 8    |  | Sénégal               | - |       | 72-56 | 69-63 |
| 3    | Cameroun      | 4   | 3 | 1 | 2 | 181 | 196 | -15  |  | Cameroun              | - | -     |       | 67-62 |
| 4    | Côte d'Ivoire | 3   | 3 | 0 | 3 | 194 | 209 | -15  |  | Côte d'Ivoire         | - | -     | -     |       |

#### Groupe B
| Rang | Équipe  | Pts | J | G | P | Pp  | Pc  | Diff |  | Résultats (dom.\ext.) |   |       |       |       |
| ---- | ------- | --- | - | - | - | --- | --- | ---- |  | --------------------- | - | ----- | ----- | ----- |
| 1    | Égypte  | 5   | 3 | 2 | 1 | 197 | 164 | 33   |  | Égypte                |   | 54-57 | 70-57 | 73-50 |
| 2    | Angola  | 5   | 3 | 2 | 1 | 211 | 197 | 14   |  | Angola                | - |       | 65-70 | 89-73 |
| 3    | Nigeria | 5   | 3 | 2 | 1 | 199 | 196 | 3    |  | Nigeria               | - | -     |       | 72-61 |
| 4    | Ouganda | 3   | 3 | 0 | 3 | 184 | 234 | -50  |  | Ouganda               | - | -     | -     |       |

#### Groupe C
| Rang | Équipe         | Pts | J | G | P | Pp  | Pc  | Diff |  | Résultats (dom.\ext.) |   |       |       |       |
| ---- | -------------- | --- | - | - | - | --- | --- | ---- |  | --------------------- | - | ----- | ----- | ----- |
| 1    | Rwanda         | 6   | 3 | 3 | 0 | 223 | 184 | 39   |  | Rwanda                |   | 56-51 | 86-69 | 81-64 |
| 2    | Maroc          | 5   | 3 | 2 | 1 | 201 | 154 | 47   |  | Maroc                 | - |       | 84-67 | 66-31 |
| 3    | Zambie         | 4   | 3 | 1 | 2 | 206 | 231 | -25  |  | Zambie                | - | -     |       | 70-61 |
| 4    | Afrique du Sud | 3   | 3 | 0 | 3 | 156 | 217 | -61  |  | Afrique du Sud        | - | -     | -     |       |

#### Classement des troisièmes
| Rang | Équipe   | Pts | J | G | P | Pp  | Pc  | Diff |
| ---- | -------- | --- | - | - | - | --- | --- | ---- |
| 1    | Nigeria  | 5   | 3 | 2 | 1 | 199 | 196 | 3    |
| 2    | Cameroun | 4   | 3 | 1 | 2 | 181 | 196 | -15  |
| 3    | Zambie   | 4   | 3 | 1 | 2 | 206 | 231 | -25  |

### Tableau final
|  | Quarts de finale  | Quarts de finale  | Quarts de finale  | Quarts de finale  |          |          | Demi-finales      | Demi-finales      | Demi-finales                  | Demi-finales                  |                               |                               | Finale            | Finale            | Finale            | Finale            |
|  |                   |                   |                   |                   |          |          |                   |                   |                               |                               |                               |                               |                   |                   |                   |                   |
|  | 12 septembre 2024 | 12 septembre 2024 | 12 septembre 2024 | 12 septembre 2024 |          |          | 13 septembre 2024 | 13 septembre 2024 | 13 septembre 2024             | 13 septembre 2024             |                               |                               | 14 septembre 2024 | 14 septembre 2024 | 14 septembre 2024 | 14 septembre 2024 |
|  | 12 septembre 2024 | 12 septembre 2024 | 12 septembre 2024 | 12 septembre 2024 |          |          | 13 septembre 2024 | 13 septembre 2024 | 13 septembre 2024             | 13 septembre 2024             |                               |                               | 14 septembre 2024 | 14 septembre 2024 | 14 septembre 2024 | 14 septembre 2024 |
|  | C1                | Rwanda            | 53                | 53                |          |          | 13 septembre 2024 | 13 septembre 2024 | 13 septembre 2024             | 13 septembre 2024             |                               |                               | 14 septembre 2024 | 14 septembre 2024 | 14 septembre 2024 | 14 septembre 2024 |
|  | C1                | Rwanda            | 53                | 53                |          |          | 13 septembre 2024 | 13 septembre 2024 | 13 septembre 2024             | 13 septembre 2024             |                               |                               | 14 septembre 2024 | 14 septembre 2024 | 14 septembre 2024 | 14 septembre 2024 |
|  | A3                | Cameroun          | 67                | 67                |          |          | 13 septembre 2024 | 13 septembre 2024 | 13 septembre 2024             | 13 septembre 2024             |                               |                               | 14 septembre 2024 | 14 septembre 2024 | 14 septembre 2024 | 14 septembre 2024 |
|  | A3                | Cameroun          | 67                | 67                | Cameroun | Cameroun | 67                | 67                |                               |                               |                               |                               | 14 septembre 2024 | 14 septembre 2024 | 14 septembre 2024 | 14 septembre 2024 |
|  | 12 septembre 2024 |                   |                   |                   | Cameroun | Cameroun | 67                | 67                |                               |                               |                               |                               | 14 septembre 2024 | 14 septembre 2024 | 14 septembre 2024 | 14 septembre 2024 |
|  |                   |                   | Maroc             | Maroc             | 47       | 47       |                   |                   |                               |                               |                               |                               | 14 septembre 2024 | 14 septembre 2024 | 14 septembre 2024 | 14 septembre 2024 |
|  | C2                | Maroc             | Maroc             | Maroc             | 47       | 47       | 61                | 61                |                               |                               |                               |                               | 14 septembre 2024 | 14 septembre 2024 | 14 septembre 2024 | 14 septembre 2024 |
|  | C2                | Maroc             | 13 septembre 2024 |                   |          |          | 61                | 61                |                               |                               |                               |                               | 14 septembre 2024 | 14 septembre 2024 | 14 septembre 2024 | 14 septembre 2024 |
|  | B2                | Angola            | 45                | 45                |          |          |                   |                   |                               |                               |                               |                               | 14 septembre 2024 | 14 septembre 2024 | 14 septembre 2024 | 14 septembre 2024 |
|  | B2                | Angola            | 45                | 45                | Cameroun | Cameroun | 51                | 51                |                               |                               |                               |                               |                   |                   |                   |                   |
|  | 12 septembre 2024 |                   |                   |                   | Cameroun | Cameroun | 51                | 51                |                               |                               |                               |                               |                   |                   |                   |                   |
|  |                   |                   | Mali              | Mali              | 60       | 60       |                   |                   |                               |                               |                               |                               |                   |                   |                   |                   |
|  | A1                | Mali              | Mali              | Mali              | 60       | 60       | 81                | 81                |                               |                               |                               |                               |                   |                   |                   |                   |
|  | A1                | Mali              |                   |                   |          |          |                   |                   |                               |                               |                               |                               |                   |                   |                   |                   |
|  | B3                | Nigeria           | 70                | 70                |          |          |                   |                   |                               |                               |                               |                               |                   |                   |                   |                   |
|  | B3                | Nigeria           | 70                | 70                | Mali     | Mali     | 68                | 68                | Match pour la troisième place | Match pour la troisième place | Match pour la troisième place | Match pour la troisième place |                   |                   |                   |                   |
|  | 12 septembre 2024 |                   |                   |                   | Mali     | Mali     | 68                | 68                | Match pour la troisième place | Match pour la troisième place | Match pour la troisième place | Match pour la troisième place |                   |                   |                   |                   |
|  |                   |                   | Sénégal           | Sénégal           | 60       | 60       |                   |                   | 14 septembre 2024             | 14 septembre 2024             | 14 septembre 2024             | 14 septembre 2024             |                   |                   |                   |                   |
|  | B1                | Égypte            | Sénégal           | Sénégal           | 60       | 60       | 61                | 61                | 14 septembre 2024             | 14 septembre 2024             | 14 septembre 2024             | 14 septembre 2024             |                   |                   |                   |                   |
|  | B1                | Égypte            |                   |                   |          |          |                   | 61                |                               |                               | Maroc                         | Maroc                         | 71                | 71                |                   |                   |
|  | A2                | Sénégal           | 68                | 68                |          |          |                   |                   |                               |                               | Maroc                         | Maroc                         | 71                | 71                |                   |                   |
|  | A2                | Sénégal           | 68                | 68                | Sénégal  | Sénégal  | 72                | 72                |                               |                               |                               |                               |                   |                   |                   |                   |
|  |                   |                   |                   |                   |          |          |                   |                   |                               |                               |                               |                               |                   |                   |                   |                   |

### Matches de classement

#### Matches pour la5eplace
|  | Tour de classement 5e - 8e | Tour de classement 5e - 8e | Tour de classement 5e - 8e | Tour de classement 5e - 8e |                        |        | Match pour la 5e place | Match pour la 5e place | Match pour la 5e place | Match pour la 5e place |
|  |                            |                            |                            |                            |                        |        |                        |                        |                        |                        |
|  | 13 septembre 2024          | 13 septembre 2024          | 13 septembre 2024          | 13 septembre 2024          |                        |        | 14 septembre 2024      | 14 septembre 2024      | 14 septembre 2024      | 14 septembre 2024      |
|  | Rwanda                     | Rwanda                     | 56                         | 56                         |                        |        | 14 septembre 2024      | 14 septembre 2024      | 14 septembre 2024      | 14 septembre 2024      |
|  | Rwanda                     | Rwanda                     | 56                         | 56                         |                        |        | 14 septembre 2024      | 14 septembre 2024      | 14 septembre 2024      | 14 septembre 2024      |
|  | Angola                     | Angola                     | 68                         | 68                         |                        |        | 14 septembre 2024      | 14 septembre 2024      | 14 septembre 2024      | 14 septembre 2024      |
|  | Angola                     | Angola                     | 68                         | 68                         | Angola                 | Angola | 69                     | 69                     |                        |                        |
|  | 13 septembre 2024          |                            |                            |                            | Angola                 | Angola | 69                     | 69                     |                        |                        |
|  |                            |                            | Égypte                     | Égypte                     | 72                     | 72     |                        |                        |                        |                        |
|  | Nigeria                    | Nigeria                    | Égypte                     | Égypte                     | 72                     | 72     | 63                     | 63                     |                        |                        |
|  | Nigeria                    | Nigeria                    |                            |                            |                        |        |                        | 63                     |                        |                        |
|  | Égypte                     | Égypte                     | 82                         | 82                         |                        |        |                        |                        |                        |                        |
|  | Égypte                     | Égypte                     | 82                         | 82                         | Match pour la 7e place |        |                        |                        |                        |                        |
|  |                            |                            |                            |                            |                        |        |                        |                        |                        |                        |
|  | 14 septembre 2024          |                            |                            |                            |                        |        |                        |                        |                        |                        |
|  | Rwanda                     | Rwanda                     | 61                         | 61                         |                        |        |                        |                        |                        |                        |
|  | Rwanda                     | Rwanda                     | 61                         | 61                         |                        |        |                        |                        |                        |                        |
|  | Nigeria                    | Nigeria                    | 78                         | 78                         |                        |        |                        |                        |                        |                        |
|  | Nigeria                    | Nigeria                    | 78                         | 78                         |                        |        |                        |                        |                        |                        |

#### Matches pour la9eplace
|  | Tour de classement 9e - 12e | Tour de classement 9e - 12e | Tour de classement 9e - 12e | Tour de classement 9e - 12e |                         |                | Match pour la 9e place | Match pour la 9e place | Match pour la 9e place | Match pour la 9e place |
|  |                             |                             |                             |                             |                         |                |                        |                        |                        |                        |
|  | 11 septembre 2024           | 11 septembre 2024           | 11 septembre 2024           | 11 septembre 2024           |                         |                | 12 septembre 2024      | 12 septembre 2024      | 12 septembre 2024      | 12 septembre 2024      |
|  | Zambie                      | Zambie                      | 47                          | 47                          |                         |                | 12 septembre 2024      | 12 septembre 2024      | 12 septembre 2024      | 12 septembre 2024      |
|  | Zambie                      | Zambie                      | 47                          | 47                          |                         |                | 12 septembre 2024      | 12 septembre 2024      | 12 septembre 2024      | 12 septembre 2024      |
|  | Afrique du Sud              | Afrique du Sud              | 53                          | 53                          |                         |                | 12 septembre 2024      | 12 septembre 2024      | 12 septembre 2024      | 12 septembre 2024      |
|  | Afrique du Sud              | Afrique du Sud              | 53                          | 53                          | Afrique du Sud          | Afrique du Sud | 55                     | 55                     |                        |                        |
|  | 11 septembre 2024           |                             |                             |                             | Afrique du Sud          | Afrique du Sud | 55                     | 55                     |                        |                        |
|  |                             |                             | Côte d'Ivoire               | Côte d'Ivoire               | 84                      | 84             |                        |                        |                        |                        |
|  | Côte d'Ivoire               | Côte d'Ivoire               | Côte d'Ivoire               | Côte d'Ivoire               | 84                      | 84             | 77                     | 77                     |                        |                        |
|  | Côte d'Ivoire               | Côte d'Ivoire               |                             |                             |                         |                |                        | 77                     |                        |                        |
|  | Ouganda                     | Ouganda                     | 66                          | 66                          |                         |                |                        |                        |                        |                        |
|  | Ouganda                     | Ouganda                     | 66                          | 66                          | Match pour la 11e place |                |                        |                        |                        |                        |
|  |                             |                             |                             |                             |                         |                |                        |                        |                        |                        |
|  | 12 septembre 2024           |                             |                             |                             |                         |                |                        |                        |                        |                        |
|  | Zambie                      | Zambie                      | 61                          | 61                          |                         |                |                        |                        |                        |                        |
|  | Zambie                      | Zambie                      | 61                          | 61                          |                         |                |                        |                        |                        |                        |
|  | Ouganda                     | Ouganda                     | 54                          | 54                          |                         |                |                        |                        |                        |                        |
|  | Ouganda                     | Ouganda                     | 54                          | 54                          |                         |                |                        |                        |                        |                        |

## Classement final
| Place                       | Équipe         | Vict.-Déf. |
| --------------------------- | -------------- | ---------- |
| Médaille d'or, Afrique      | Mali           | 6 - 0      |
| Médaille d'argent, Afrique  | Cameroun       | 3 - 3      |
| Médaille de bronze, Afrique | Sénégal        | 4 - 2      |
| 4                           | Maroc          | 3 - 3      |
| 5                           | Égypte         | 4 - 2      |
| 6                           | Angola         | 3 - 3      |
| 7                           | Nigeria        | 3 - 3      |
| 8                           | Rwanda         | 3 - 3      |
| 9                           | Côte d'Ivoire  | 2 - 3      |
| 10                          | Afrique du Sud | 1 - 4      |
| 11                          | Zambie         | 2 - 3      |
| 12                          | Ouganda        | 0 - 5      |

- Qualification pour la Coupe du Monde U19 2025

## Leaders statistiques

### Points
| Place | Nom                  | Équipe  | PPM  |
| ----- | -------------------- | ------- | ---- |
| 1     | Sean Williams        | Rwanda  | 20,7 |
| 2     | Rayane Solhi         | Maroc   | 18,3 |
| 3     | Isaac Ezekiel        | Nigeria | 17,5 |
| 4     | Dylan Kayijuka       | Rwanda  | 17,2 |
| 4     | Mukisa Mubiru-Nkugwa | Ouganda | 17,2 |

### Rebonds
| Place | Nom             | Équipe   | RPM  |
| ----- | --------------- | -------- | ---- |
| 1     | Youssouf Traoré | Mali     | 16,2 |
| 2     | Amadou Seini    | Cameroun | 15,7 |
| 3     | Brighton Kalizi | Zambie   | 12,8 |
| 4     | Codé Mbengue    | Sénégal  | 10,5 |
| 5     | Hermann Bel     | Cameroun | 10,2 |

### Passes décisives
| Place | Nom              | Équipe        | PDPM |
| ----- | ---------------- | ------------- | ---- |
| 1     | Théo Chaney      | Côte d'Ivoire | 5,2  |
| 2     | Malcolm Laubouet | Côte d'Ivoire | 5,0  |
| 3     | Mohammed Hussin  | Égypte        | 4,5  |
| 4     | Rayane Solhi     | Maroc         | 3,8  |
| 4     | Aginaldo Neto    | Angola        | 3,8  |

### Contres
| Place | Nom             | Équipe   | CPM |
| ----- | --------------- | -------- | --- |
| 1     | Amadou Seini    | Cameroun | 4,0 |
| 2     | Ousseynou Sambe | Sénégal  | 2,7 |
| 3     | Brighton Kalizi | Zambie   | 2,4 |
| 4     | Ali Assran      | Égypte   | 2,3 |
| 5     | Codé Mbengue    | Sénégal  | 1,7 |
| 5     | David Ike       | Nigeria  | 1,7 |

### Interceptions
| Place | Nom            | Équipe        | IPM |
| ----- | -------------- | ------------- | --- |
| 1     | Azeez Sulaimon | Nigeria       | 5,0 |
| 2     | Rayane Solhi   | Maroc         | 4,5 |
| 3     | Kelvin Mulenga | Zambie        | 4,0 |
| 4     | Gomis Boedi    | Côte d'Ivoire | 3,6 |
| 5     | Cheikh Bitèye  | Sénégal       | 3,5 |

### Évaluation
| Place | Nom             | Équipe   | EPM  |
| ----- | --------------- | -------- | ---- |
| 1     | Amadou Seini    | Cameroun | 25,7 |
| 2     | Youssouf Traoré | Mali     | 22,3 |
| 3     | Brighton Kalizi | Zambie   | 19,0 |
| 4     | Rayane Solhi    | Maroc    | 17,5 |
| 5     | Isaac Ezekiel   | Nigeria  | 15,2 |

## Récompenses
MVP de la compétition (meilleure joueuse) Youssouf Traoré
Meilleur cinq de la compétition
- Aginaldo Neto
- Sekou Bagayoko
- Rayane Solhi
- Youssouf Traoré
- Amadou Seini